# 黑龍江中杜父魚
黑龍江中杜父魚，為輻鰭魚綱鮋形目杜父魚亞目杜父魚科的其中一種。

## 分布
本魚分布於中國黑龍江、松花江、嫩江、烏蘇里江；蒙古；俄羅斯薩哈林島以北的河流、鴨綠江、顎嫩河等流域。

## 特徵
本魚體為紡錘型，頭扁平，尾部較細。口端位，口裂大。眼接近於頭背部，兩眼間距小。體無鱗，背面和體側被小刺。背鰭兩個，第一背鰭棘高略小於第二背鰭軟條高；胸鰭大型；腹鰭胸位且小型；臀鰭基底長且與第二背鰭相對；尾鰭呈圓形。體呈褐色，腹部較淺，在第一背鰭後，側線上方有3塊黑斑，除腹鰭外，各鰭均具小黑點。體長可達20公分。

## 生態
為耐低溫的底棲魚類，主要是生活在石礫底的河道中，通常棲息於底層，鑽入石下，不善活動，游泳能力差，僅能做短距離游動。主要以水生昆蟲和小魚為食。

## 經濟利用
小型魚類，經濟價值不高。